# Mo Jiadie
Mo Jiadie (* 6. Januar 2000 in Zhaoqing) ist eine chinesische Hürdenläuferin, die sich auf die 400-Meter-Distanz spezialisiert hat. 2025 wurde sie über diese Distanz in Gumi Asienmeisterin.

## Sportliche Laufbahn
Erste internationale Erfahrungen sammelte Mo Jiadie bei den Jugendasienmeisterschaften 2017 in Bangkok, bei denen sie in 55,19 s über 400 Meter siegte, wie auch mit der chinesischen Sprintstaffel (1000 Meter). Über 400 Meter Hürden qualifizierte sie sich für die U18-Weltmeisterschaften in Nairobi, bei denen sie mit 61,13 s im Finale Rang sieben erreichte. Im Jahr darauf nahm sie an den U20-Weltmeisterschaften in Tampere teil, schied aber sowohl im Hürdenlauf, als auch mit der chinesischen 4-mal-400-Meter-Staffel in der ersten Runde aus. Ende August konnte sie sich bei den Asienspielen in Jakarta mit 1:00,62 min ebenfalls nicht für das Finale qualifizieren. 2019 belegte sie bei den Asienmeisterschaften in Doha in 59,20 s den achten Platz. 2022 startete sie bei den Weltmeisterschaften in Eugene und schied dort mit 57,01 s in der ersten Runde aus. 2023 gewann sie bei den Asienspielen in Hangzhou in 55,01 s die Silbermedaille hinter der Bahrainerin Kemi Adekoya und im Jahr darauf schied sie bei den Olympischen Sommerspielen in Paris mit 55,63 s im Halbfinale aus.
Bei den World Athletics Relays 2025 in Guangzhou sicherte sie der chinesischen Mixed-Staffel über 4-mal 400 Meter einen Startplatz bei den Weltmeisterschaften in Tokio. Anschließend siegte sie in 55,31 s bei den Asienmeisterschaften in Gumi über 400 m Hürden.
In den Jahren 2019 und 2020 sowie 2023 und 2024 wurde Mo chinesische Meisterin im 400-Meter-Lauf sowie 2023 und 2024 in der 4-mal-400-Meter-Staffel sowie 2024 auch in der Mixed-Staffel. Zudem wurde sie 2024 Hallenmeisterin in der 4-mal-400-Meter-Staffel.

## Persönliche Bestleistungen
- 400 Meter: 52,65 s, 28. Mai 2024 in Chongqing
  - 400 Meter (Halle): 53,10 s, 28. Februar 2024 in Chengdu
- 400 m Hürden: 54,75 s, 5. August 2024 in Paris